# Romano Broggini
Romano Broggini (Locarno, 11 marzo 1925 – Locarno, 9 maggio 2014) è stato un linguista e filologo svizzero-italiano.

## Biografia
Originario di Losone, Broggini nacque a Locarno l'11 marzo 1925. Dopo il liceo al Collegio Papio di Ascona, frequentò l'Università di Friburgo, seguendo in particolare i corsi del filologo Gianfranco Contini. Ottenne nel 1949 il dottorato e proseguì le ricerche a Firenze e Milano. Insegnò in seguito al Ginnasio di Biasca (1951) e alla Scuola cantonale di commercio di Bellinzona (1952-1959). Dal 1959 al 1965 fu direttore del giornale Popolo e Libertà e dal 1965 al 1969 redattore del Vocabolario dei dialetti della Svizzera italiana.
Nel 1969 Broggini ritornò all'insegnamento come docente di italiano e primo direttore del nuovo liceo di Bellinzona.
Broggini fu anche docente all'Università di Pavia e all'Università degli Studi di Milano, nonché membro del comitato di Pro Helvetia e della redazione della Nuova storia della Svizzera e degli Svizzeri (Casagrande, 1983).
Nel 2005 l'Università di Zurigo gli conferì un dottorato honoris causa "in riconoscimento dei suoi grandi servizi alla filologia italiana, la storiografia della filologia romanza e linguistica e lo studio del linguaggio e della storia della Svizzera italiana".
Broggini fu anche stato un difensore del servizio pubblico (ritorno allo Stato delle concessioni idroelettriche, Officine FFS di Bellinzona) e dell'autonomia comunale.

## Scritti
- "Appunti sul cosiddetto jus plantandi nel Canton Ticino e in Val Mesolcina", Vox Romanica, 1968, p. 212-228
- (a cura di R. B.), Strumenti e documenti per lo studio del passato della Svizzera italiana. Gli statuti e ordinamenti viciniali di Fusio editi e annotati da Giuseppe Mondada, Humilibus Consentientes, Bellinzona 1972.
- (a cura di R.B.), Strumenti e documenti per lo studio del passato della Svizzera italiana. Gli statuti e ordinamenti viciniali di Cerentino editi e annotati da Giuseppe Mondada, Humilibus Consentientes, Bellinzona 1977.
- " Gli `Ordini` dal libro dei vicini di Osco e Modrengo e da quelli di Freggio e Brusgnano ", Rivista patriziale ticinese, 1977
- "Appunti sui gruppi anarchici e libertari a Bellinzona", in Pagine bellinzonesi, Casagrande, 1978, p. 231-254
- Monsignor Luigi Del Pietro 1906-1977, A. Dadò, Locarno 1979.
- " Per Antonio Ciseri, pittore (1821-1891) ", Verbanus, 1991, p. 33-55
- Prospettive per una cultura del Verbano, Alberti, 1984
- " Le cause del federalismo svizzero ", in Quaderni di Coscienza svizzera, 1992
- " MAGADINO 1843-1993 ", Edizioni comune Magadino, 1993
- (con P.G. Pisoni), " Statuti volgari e latini della comunità di Centovalli ", Verbanus, 1993, p. 59-109
- (con G. Zaccheo, C. Carena), Via crucis: Mauro Maulini, Ivo Soldini, 1994
- (con P. Frigerio, P.G. Pisoni), " Strumenti e documenti per lo studio del passato della Svizzera italiana ", edizione Humilibus consentientes, Bellinzona 1994.
- " Per un'interpretazione della storia del Canton Ticino ", in Coscienza svizzera, 1994
- (con A. Savoldelli) Cent'anni di scuola: contributi alla storia della scuola ticinese pubblicati in occasione del centenario della FDT / Federazione Docenti Ticinesi, Locarno, A. Dadò, 1995
- Terriciuole ovvero Verzasca in Piano, Edizione del comune di Lavertezzo, Lavertezzo 1996.
- (con al.) Gli affreschi nel coro della chiesa di San Michele di Palagnedra, Fondazione Dietler-Kottmann, 1998
- In címbalis, fate vobis, talis et qualis, citus mutus, Appendice al vocabolario del dialetto di Airolo, F. Beffa, 1998.
- Losone, Legato delle tre squadre, Losone, 2003
- " Statuti medievali del Lago Maggiore " in R. Carazzetti, Minusio nei secoli attraverso i documenti d'archivio, Minusio, 2003, p. 19-24
- " Sugli `scalpellini rossi` di Giornico: appunti di storia dell'immigrazione ", Bollettino storico della Svizzera italiana, 2005, p. 9-18
- " Francesco Balli (1852-1924) e la ferrovia della Valmaggia ", in B. Donati, Il treno in una valle alpina: la ferrovia Locarno-Ponte Brolla-Bignasco, A. Dadò, 2007, p. 81-91
- (con M. Loporcaro, L. Pescia e P. Vecchio) Carlo Salvioni, Scritti linguistici, Bellinzona, Edizioni dello Stato del Canton Ticino, 2008
- "Caratteristiche della ricerca di Carlo Salvioni (1858-1920) nella dialettologia romanza", Bollettino storico della Svizzera italiana, 2009, p. 223-234
- " Remo Rossi, scultore (1909-1982) ", Verbanus, 2010, p. 11-23
- " Ex voto `militari` dell'Ottocento ", Verbanus, 2011, p. 61-71
- (con G. Carabalone e G. Santini) "...... in nome d'Italia ": ex voto da collezioni private, Mauri, 2011